# Mexikos Grand Prix
Mexikos Grand Prix är en deltävling i formel 1-VM som körs på Autódromo Hermanos Rodríguez i Mexico City i Mexiko 1963-1970, 1986-1992 och 2015-. Säsongen 1962 kördes ett grand prix utanför mästerskapet. År 2020 ställdes tävlingen in helt på grund av coronavirusutbrottet.

## Vinnare Mexikos Grand Prix
| År          | Bana           | Förare           | Konstruktör      |                |
| ----------- | -------------- | ---------------- | ---------------- | -------------- |
| 2022        | Mexico City    | Max Verstappen   | Red Bull Racing  |                |
| 2021        | Mexico City    | Max Verstappen   | Red Bull Racing  |                |
| 2020        | Kördes ej      | Kördes ej        | Kördes ej        | Kördes ej      |
| 2019        | Mexico City    | Lewis Hamilton   | Mercedes         |                |
| 2018        | Mexico City    | Max Verstappen   | Red Bull Racing  |                |
| 2017        | Mexico City    | Max Verstappen   | Red Bull Racing  |                |
| 2016        | Mexico City    | Lewis Hamilton   | Mercedes         |                |
| 2015        | Mexico City    | Nico Rosberg     | Mercedes         |                |
| 1993 - 2014 | Inga tävlingar | Inga tävlingar   | Inga tävlingar   | Inga tävlingar |
| 1992        | Mexico City    | Nigel Mansell    | Williams-Renault |                |
| 1991        | Mexico City    | Riccardo Patrese | Williams-Renault |                |
| 1990        | Mexico City    | Alain Prost      | Ferrari          |                |
| 1989        | Mexico City    | Ayrton Senna     | McLaren-Honda    |                |
| 1988        | Mexico City    | Alain Prost      | McLaren-Honda    |                |
| 1987        | Mexico City    | Nigel Mansell    | Williams-Honda   |                |
| 1986        | Mexico City    | Gerhard Berger   | Benetton-BMW     |                |
| 1970        | Mexico City    | Jacky Ickx       | Ferrari          |                |
| 1969        | Mexico City    | Denny Hulme      | McLaren-Ford     |                |
| 1968        | Mexico City    | Graham Hill      | Lotus-Ford       |                |
| 1967        | Mexico City    | Jim Clark        | Lotus-Ford       |                |
| 1966        | Mexico City    | John Surtees     | Cooper-Maserati  |                |
| 1965        | Mexico City    | Richie Ginther   | Honda            |                |
| 1964        | Mexico City    | Dan Gurney       | Brabham-Climax   |                |
| 1963        | Mexico City    | Jim Clark        | Lotus-Climax     |                |
| 1962        | Mexico City    | Trevor Taylor    | Lotus-Climax     |                |